# Sphenomorphus tanahtinggi
Sphenomorphus tanahtinggi là một loài thằn lằn trong họ Scincidae. Loài này được Inger, Lakim & Yambun mô tả khoa học đầu tiên năm 2001.